# Victoria Collins
Pour les articles homonymes, voir Collins.
Victoria Mei Elizabeth Collins, dite simplement Victoria Collins, est une femme politique et entrepreneuse britannique. Libérale-démocrate, elle est élue députée de la circonscription de Harpenden and Berkhamsted en 2024.

## Biographie

### Jeunesse et études
Victoria Collins étudie l'histoire au Van Mildert College de l'université de Durham. Elle est titulaire d'une maîtrise en politique économique internationale de Sciences Po, à Paris.

### Carrière professionnelle
Victoria Collins est entrepreneuse et militante écologiste. 
Au début de sa carrière, Victoria Collins travaille sur la politique économique et environnementale au Parlement européen,. Elle est aussi collaboratrice sur le site Web de Forbes. Elle travaille également comme consultante indépendante sur le développement durable. 
Elle vit plusieurs années en France.

### Carrière politique
Victoria Collins se présente dans la circonscription de Poole, sous l'étiquette des Libéraux-démocrates, lors des élections générales de 2019. Elle arrive troisième avec 15,5 % des voix,.
En octobre 2022, elle est pré-sélectionnée comme candidate libérale-démocrate pour la circonscription de South West Hertfordshire. Cependant, en raison du redécoupage des circonscriptions électorales, elle ne réside plus dans la circonscription et elle est finalement désignée candidate dans la zone voisine de Harpenden and Berkhamsted, toujours dans le Hertfordshire. Lors des élections générales de 2024, Victoria Collins est élue députée avec une avance de 10 708 voix sur le candidat conservateur Nigel Gardner, arrivé en deuxième position.
Elle fait campagne en insistant sur les thèmes de la santé avec l'amélioration du National Health Service (NHS), sur la diminution du coût de la vie et sur la fin des rejets des eaux usées dans l'environnement.